# Mesochorus triquetrus
Mesochorus triquetrus är en stekelart som beskrevs av Dasch 1974. Mesochorus triquetrus ingår i släktet Mesochorus och familjen brokparasitsteklar. Inga underarter finns listade i Catalogue of Life.